# Odo III van Bourgondië
Odo III van Bourgondië (Frans: Eudes III) (1166 - Lyon, 6 juli 1218) was van 1192 tot 1218 hertog van Bourgondië. Hij behoorde tot het huis Bourgondië.

## Levensloop
Hij was de oudste zoon van hertog Hugo III van Bourgondië en Alix van Lotharingen, dochter van hertog Mattheus I van Lotharingen.
Als hertog van Bourgondië volgde Odo III niet de agressieve politiek van zijn vader tegenover Frankrijk en toonde hij zich een bondgenoot van koning Filips II van Frankrijk in zijn oorlogen tegen koning Jan zonder Land van Engeland en keizer Otto IV van het Heilige Roomse Rijk. Zo vocht Odo mee in de Slag bij Bouvines en tijdens de veldslag werden twee paarden waarop hij zat onder hem neergeschoten.
Ook speelde hij een belangrijke rol in de Albigenzische Kruistochten. Toen Filips II weigerde in te grijpen tegen de Katharen, besloot Odo met de steun van zijn lokale bisschoppen en vazallen om zelf in te grijpen en in 1209 organiseerde hij een militaire campagne tegen de Katharen. Voor hij op kruistocht vertrok, verkocht hij een kasteel en het dorpje Crimolois aan de Orde van de Tempeliers om ze zo te helpen om de katholieke waarden te verdedigen.
In 1218 stierf hij in Lyon, waar hij zich voorbereidde om met een leger naar de Vijfde Kruistocht in Egypte te trekken.

## Huwelijk en nakomelingen
In 1194 huwde Odo III met Mathilde van Portugal (1156-1218), dochter van koning Alfons I van Portugal en weduwe van graaf Filips van Vlaanderen. Omdat Mathilde geen kinderen meer kon krijgen, verstootte Odo haar in 1195. 
In 1199 hertrouwde Odo met Alix van Vergy (1182-1252), dochter van heer Hugo van Vergy. Ze kregen volgende kinderen:
- Johanna (1200-1223), huwde met Rudolf II van Lusignan, heer van Issoudun en graaf van Eu
- Alix (1204-1266), huwde met graaf Robert I van Clermont, eveneens dauphin van Auvergne
- Hugo IV (1213-1272), hertog van Bourgondië
- Beatrix (geboren in 1216), huwde met graaf Humbert III van Thoire

## Voorouders
| Voorouders van Odo III van Bourgondië | Voorouders van Odo III van Bourgondië                                 | Voorouders van Odo III van Bourgondië                                 | Voorouders van Odo III van Bourgondië                                   | Voorouders van Odo III van Bourgondië                                   | Voorouders van Odo III van Bourgondië                                  | Voorouders van Odo III van Bourgondië                                  | Voorouders van Odo III van Bourgondië                                  | Voorouders van Odo III van Bourgondië                                  |
| ------------------------------------- | --------------------------------------------------------------------- | --------------------------------------------------------------------- | ----------------------------------------------------------------------- | ----------------------------------------------------------------------- | ---------------------------------------------------------------------- | ---------------------------------------------------------------------- | ---------------------------------------------------------------------- | ---------------------------------------------------------------------- |
| Overgrootouders                       | Odo I van Bourgondië (1060-1102) ∞ Sibylla van Bourgondië (1065-1101) | Odo I van Bourgondië (1060-1102) ∞ Sibylla van Bourgondië (1065-1101) | Theobald IV van Blois (1090-11152) ∞ Mathilde van Karinthië (1106-1161) | Theobald IV van Blois (1090-11152) ∞ Mathilde van Karinthië (1106-1161) | Simon I van Lotharingen (1076-1139) ∞ Adelheid (-)                     | Simon I van Lotharingen (1076-1139) ∞ Adelheid (-)                     | Frederik II van Zwaben (1090-1147) ∞ Judith van Beieren (1100-1130)    | Frederik II van Zwaben (1090-1147) ∞ Judith van Beieren (1100-1130)    |
| Grootouders                           | Hugo II van Bourgondië (1118-1162) ∞ Maria van Champagne (1128-1190)  | Hugo II van Bourgondië (1118-1162) ∞ Maria van Champagne (1128-1190)  | Hugo II van Bourgondië (1118-1162) ∞ Maria van Champagne (1128-1190)    | Hugo II van Bourgondië (1118-1162) ∞ Maria van Champagne (1128-1190)    | Mattheus I van Lotharingen (1110-1176) ∞ Bertha van Zwaben (1106-1161) | Mattheus I van Lotharingen (1110-1176) ∞ Bertha van Zwaben (1106-1161) | Mattheus I van Lotharingen (1110-1176) ∞ Bertha van Zwaben (1106-1161) | Mattheus I van Lotharingen (1110-1176) ∞ Bertha van Zwaben (1106-1161) |
| Ouders                                | Hugo III van Bourgondië (1142-1192) ∞ Alix van Lotharingen (-1200)    | Hugo III van Bourgondië (1142-1192) ∞ Alix van Lotharingen (-1200)    | Hugo III van Bourgondië (1142-1192) ∞ Alix van Lotharingen (-1200)      | Hugo III van Bourgondië (1142-1192) ∞ Alix van Lotharingen (-1200)      | Hugo III van Bourgondië (1142-1192) ∞ Alix van Lotharingen (-1200)     | Hugo III van Bourgondië (1142-1192) ∞ Alix van Lotharingen (-1200)     | Hugo III van Bourgondië (1142-1192) ∞ Alix van Lotharingen (-1200)     | Hugo III van Bourgondië (1142-1192) ∞ Alix van Lotharingen (-1200)     |